# کیایی (نام خانوادگی)
کیایی ممکن است به یکی از این افراد اشاره نماید:
- مصطفی کیایی کارگردان و نویسنده ایرانی
- محسن کیایی هنرپیشه و برادر مصطفی کیایی
- سید علی کیایی بازیکن فوتسال اهل جمهوری اسلامی ایران